# 빌헬름 텔 (오페라)

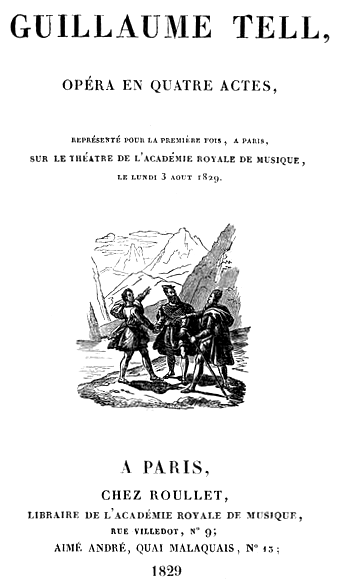

《빌헬름 텔》(프랑스어: Guillaume Tell:"기욤 텔", 이탈리아어: Guglielmo Tell:"굴리엘모 텔")은 조아키노 로시니가 작곡한 4막의 오페라이다. 프리드리히 실러의 빌헬름 텔(Wilhelm Tell)를 기초로 Étienne de Jouy와 Hippolyte Bis가 프랑스어 대본은 완성하였다. 1829년 8월 3일 월요일, 파리오페라 극장에서 아브네크의 지휘로 초연되었다. 이후 이 오페라의 이탈리아어 번역을 발리스토 바시가 맡아, 이탈리아식 발음인 "굴리엘모 텔"이란 제목하에 이탈리아어로 불렸다. 그러나 오늘날 이 오페라는 6시간까지 갈 수 있는 작품 길이 때문에, 어느 언어로도 거의 상연되지 않으며, 서곡 부분이 잘 알려져 있다. 서곡 부분은 대한민국 초등학교 6학년 음악에 수록되어 있다.
비록 리시니는 이 곡를 작곡한 후 프랑스와 이탈리아에서 행복하게 40년 가까이 살았지만, 빌헬름 텔은 그의 마지막 오페라이다. 빌헬름 텔의 몇 개의 음반이 있지만, 그 작품의 길이(거의 6시간)와 배역의 난이도로 인하여(테너 역할에 28번의 하이 C음을 포함한다), 이 작품을 공연하기가 무척 어렵다. 상연될 때도, 때때로 상당량의 부분이 삭제되어 공연된다.

## 작품 배경
- 주요 배역

빌헬름 텔 - 바리톤
아르놀트 - 테너
마틸데 - 소프라노
- 조역 배역

루오디 - 테너
헤트비게 - 메조소프라노
예미 - 소프라노
멜흐탈 - 베이스
로톨트 - 베이스
로돌페 - 테너
발터 퓌르스트 - 베이스
겔슬러 - 베이스
- 기타

사냥꾼 - 바리톤
소작농들, 양치기들, 기사들, 시종들, 귀부인들, 병사들 - 합창

## 줄거리
- 14세기 초기의 스위스

### 1막
4개의 산림현의 호수 남쪽에 있는 울리 현. 뷔르글렌에 있는 빌헤름 텔의 집 앞

### 2막
해질 무렵, 루체른 호수를 굽어보는 뤼트리의 언덕

### 3막
- 1장: 알트도르프 행정관의 저택 정원에 있는 황폐한 예배당 안
- 2장: 알트도르프의 중앙 광장

### 4막
- 1장: 메르크탈의 집
- 2장: 루체른 호수의 악센베르크 산록의 바위가 많은 강 기슭

## 유명한 아리아
- "Asile héréditaire" (Arnold)
- "Sois immobile" (Tell)
- "Sombre forêt" (Mathilde)